# Herman Diederik Joan van Schevichaven
Herman Diederik Johan van Schevichaven  (Nijmegen, 14 oktober 1827– aldaar, 12 oktober 1918) was een Nederlands auteur, tekenaar, aquarellist en archivaris. Van Schevichaven publiceerde onder eigen naam en onder het pseudoniem Jacob Larwood. Hij werd op zeventigjarige leeftijd benoemd tot gemeentearchivaris van Nijmegen.

## Levensloop

### Jeugd
Herman van Schevichaven groeide op in een welvarend milieu in Nijmegen.  Zijn vader, Diederik van Schevichaven was oud-militair en rentenier. Toen Van Schevichaven vier jaar oud was overleed zijn vader. Zijn moeder, Henriëtte van Noort, hertrouwde in 1883 met Paul Guyot. Na zijn gymnasiumopleiding studeerde Van Schevichaven rechten in Leiden. Hij interesseerde zich weinig voor zijn studie en besteedde zijn tijd liever aan tekenen en het leren van vreemde talen.

### Meerderjarig
Op 23-jarige leeftijd werd hij meerderjarig en kon hij beschikken over zijn vaders erfenis. Hij reisde naar Frankrijk, Spanje en Groot-Brittannië. Hij bezocht in 1851 de Wereldtentoonstelling te Londen. Toen hij 26 jaar oud was nam hij dienst in het Franse leger, bij de Chasseurs d’Afrique. Van Schevichaven vertrok na een korte opleiding naar de Krim en vocht tijdens de Slag bij Balaklava tegen de Russen. Hij kreeg dysenterie en malaria en werd in Constantinopel verpleegd. Na zijn herstel waren de vredesonderhandelingen al begonnen en hij werd niet meer ingezet aan het front.

### Londen
In de jaren 1860 trok Van Schevichaven naar Londen, waar hij zich wijdde aan letterkunde en geschiedenis. Hij volgde een opleiding aan de South Kensington School of Arts. Onder het pseudoniem Jacob Larwood publiceerde hij daar enkele boeken, waaronder “The History of Signboards, From the Earliest Times to the Present Day”.

### Een zwervend bestaan

Poort in het Alhambra door Van Schevichaven

In 1869 overleed de moeder van Van Schevichaven. Zijn halfzus Jacqueline Guyot was toen 27 jaar oud, ongetrouwd en woonde in het ouderlijk huis. Vanaf 1869 reisden Van Schevichaven en zijn halfzus samen 23 jaar lang door Europa en het noorden van Afrika.

### Nijmegen
In 1893 keerden broer en zus terug naar Nijmegen. Van Schevichaven was toen zesenzestig en Guyot eenenvijftig jaar oud. Van Schevichaven bestudeerde de geschiedenis van Nijmegen en werd in 1897, op zeventigjarige leeftijd, benoemd tot gemeentearchivaris. Hij publiceerde uitgebreid over de geschiedenis van zijn geboortestad en haar omgeving. In 1918 overleed hij in zijn slaap. Hij is begraven op de begraafplaats Rustoord in Nijmegen.

## Eerbetoon
In 1906, toen Van Schevichaven nog leefde, werd de van Schevichavenstraat in Nijmegen naar hem vernoemd.
- Biografisch Portaal: 16923990
- CiNii: DA04423389
- Gemeinsame Normdatei: 1033432768
- International Standard Name Identifier: 0000 0000 8128 4842
- Library of Congress Control Number: n85012540
- Bibliotheek van het Japanse parlement: 01179664
- Nationale bibliotheek van Australië: 44521594
- Nationale Bibliotheek van Israël: 987007337116505171
- Nederlandse Thesaurus van Auteursnamen: 073617385
- RKD-Nederlands Instituut voor Kunstgeschiedenis: 419073
- Système universitaire de documentation: 181705451
- Trove: 1460479
- Virtual International Authority File: 49590596
- WorldCat: E39PBJjMwCVKgydkYHjGHT4yVC